# RealityMAX
RealityMAX（リアリティーマックス）とは、ソニーとソニー・エリクソン・モバイルコミュニケーションズ（現：ソニーモバイルコミュニケーションズ）が共同で開発した、携帯電話向けの高画質化エンジンである。
明るさとコントラストの調整と、輪郭の強調により高画質化を実現する。

## 搭載された製品

### au向け
- W43S
- W44S
- W51S
- ウォークマンケータイ W52S
- W53S
- サイバーショットケータイ W61S

### NTTドコモ向け
- SO903i
- SO703i
- SO704i
- SO905i
- (※SO903iTVはRealityMAXではなくモバイルBRAVIAエンジンとなり、別物である。)